# Rolf Nevanlinna
Rolf Nevanlinna (Joensuu, 22 ottobre 1895 – Helsinki, 28 maggio 1980) è stato un matematico finlandese.
Ha dato un contributo significativo all'analisi complessa.

## Biografia
Nevanlinna nacque Rolf Herman Neovius, diventando Nevanlinna nel 1906 quando suo padre cambiò il nome della famiglia.
La famiglia Neovius-Nevanlinna conteneva molti matematici: Edvard Engelbert Neovius (nonno di Rolf) insegnava matematica e topografia in un'accademia militare; Edvard Rudolf Neovius (zio di Rolf) è stato professore di matematica all'Università di Helsinki dal 1883 al 1900; Lars Theodor Neovius-Nevanlinna (zio di Rolf) era un autore di libri di testo di matematica; e Otto Wilhelm Neovius-Nevanlinna (il padre di Rolf) era un fisico, astronomo e matematico.
Dopo che Otto ha ottenuto il dottorato di ricerca. in fisica presso l'Università di Helsinki, studiò all'Osservatorio Pulkovo con l'astronomo tedesco Herman Romberg, la cui figlia, Margarete Henriette Louise Romberg, si sposò nel 1892. Otto e Margarete si stabilirono quindi a Joensuu, dove Otto insegnava fisica, e lì nacquero quattro dei loro figli: Frithiof (nato nel 1894; anche un matematico), Rolf (nato nel 1895), Anna (nato nel 1896) ed Erik (nato nel 1901).

## Educazione
Nevanlinna ha iniziato la sua educazione formale all'età di 7 anni. Essendo già stato insegnato a leggere e scrivere dai suoi genitori, è andato direttamente alla seconda elementare ma ha ancora trovato il lavoro noioso e presto si è rifiutato di frequentare la scuola. Fu quindi istruito a casa prima di essere mandato in un liceo nel 1903 quando la famiglia si trasferì a Helsinki, dove suo padre prese un nuovo posto come insegnante alla Helsinki High School. Nella nuova scuola Nevanlinna ha studiato francese e tedesco oltre alle lingue che già parlava: finlandese e svedese. Ha anche frequentato una scuola di orchestra e ha avuto un amore per la musica, che è stato incoraggiato da sua madre:
Margarete era un'eccellente pianista e Frithiof e Rolf si sdraiavano sotto il pianoforte e la ascoltavano suonare. A 13 anni sono andati alla scuola di orchestra e sono diventati musicisti affermati: Frithiof al violoncello e Rolf al violino. Attraverso i biglietti gratuiti della scuola d'orchestra hanno conosciuto e amato la musica dei grandi compositori, Bach, Beethoven, Brahms, Schubert, Schumann, Chopin e Liszt, così come le prime sinfonie di Sibelius. Rolf ha incontrato per la prima volta la musica di Sibelius nel 1907, quando ha ascoltato la sua Terza Sinfonia. Sebbene in seguito incontrò Hilbert, Einstein, Thomas Mann e altri personaggi famosi, Rolf disse che nessuno aveva avuto un effetto così forte su di lui come Sibelius. I ragazzi hanno suonato in terzetto con la madre e il loro amore per la musica - in particolare per la musica da camera - è durato tutta la vita.
Nevanlinna è poi passato alla Helsinki High School, dove i suoi principali interessi erano i classici e la matematica. Durante questo periodo fu insegnato da un certo numero di insegnanti, ma il migliore di tutti fu suo padre, che gli insegnò fisica e matematica. Si è laureato nel 1913 dopo aver ottenuto ottimi risultati, anche se non è stato il miglior studente dell'anno. Poi andò oltre il programma scolastico nell'estate del 1913 quando lesse Introduzione all'analisi superiore di Ernst Leonard Lindelöf; da quel momento Nevanlinna ebbe un interesse per l'analisi matematica. (Lindelöf era anche cugino del padre di Nevanlinna, quindi faceva parte della famiglia di matematici Neovius-Nevanlinna.)
Nevanlinna iniziò i suoi studi presso l'Università di Helsinki nel 1913 e ricevette il Master in Filosofia in matematica nel 1917. Lindelöf insegnò all'università e Nevanlinna fu ulteriormente influenzato da lui. Durante la sua permanenza all'Università di Helsinki, era in corso la prima guerra mondiale e Nevanlinna voleva entrare a far parte del 27º battaglione Jäger, ma i suoi genitori lo convinsero a continuare i suoi studi. Tuttavia si unì alla Guardia Bianca nella guerra civile finlandese, ma non vide un'azione militare attiva.  Nel 1919 Nevanlinna presentò la sua tesi, intitolata Über beschränkte Funktionen die in gegebenen Punkten vorgeschriebene Werte annehmen ("Sulle funzioni limitate prescritti valori in determinati punti"), a Lindelöf, il suo consulente di dottorato. La tesi, che era su analisi complessa, era di alta qualità e Nevanlinna è stato insignito del suo dottore in filosofia il 2 giugno 1919.

## Carriera
Quando Nevanlinna conseguì il dottorato nel 1919, non c'erano posti universitari disponibili, quindi divenne insegnante di scuola. Suo fratello, Frithiof, aveva conseguito il dottorato nel 1918 ma allo stesso modo non era riuscito a prendere un posto in un'università, e invece iniziò a lavorare come matematico per una compagnia di assicurazioni. Frithiof reclutò Rolf nella società e Nevanlinna lavorò per l'azienda e come insegnante di scuola fino a quando non fu nominato Docente di Matematica presso l'Università di Helsinki nel 1922. Durante questo periodo, fu contattato da Edmund Landau e gli fu chiesto di trasferirsi in Germania a lavorare presso l'Università di Gottinga, ma non ha accettato.
Dopo la sua nomina a Docente di Matematica, lasciò il suo lavoro di assicurazione ma non si dimise dalla sua posizione di insegnante di scuola fino a quando non ricevette una cattedra di nuova creazione all'università nel 1926. Nonostante questo pesante carico di lavoro, fu tra gli anni del 1922– 25 che ha sviluppato quella che sarebbe diventata nota come teoria di Nevanlinna.
Dal 1947 Nevanlinna aveva una cattedra all'Università di Zurigo, che mantenne a metà tempo dopo aver ricevuto nel 1948 una posizione permanente come uno dei 12 accademici stipendiati nella neonata Accademia di Finlandia.
Il risultato matematico più importante di Rolf Nevanlinna è la teoria della distribuzione del valore delle funzioni meromorfiche. Le radici della teoria risalgono al risultato di Émile Picard nel 1879, mostrando che una funzione a valori complessi non costante che è analitica nell'intero piano complesso assume tutti i valori complessi tranne uno al massimo. All'inizio degli anni '20 Rolf Nevanlinna, in parte in collaborazione con suo fratello Frithiof, estese la teoria alle funzioni meromorfe, cioè le funzioni analitiche nel piano ad eccezione dei punti isolati in cui la serie di Laurent della funzione ha un numero finito di termini con un negativo potenza della variabile. La teoria della distribuzione del valore di Nevanlinna o teoria di Nevanlinna è cristallizzata nei suoi due teoremi principali. Qualitativamente, il primo afferma che se un valore viene assunto meno frequentemente della media, la funzione si avvicina a quel valore più spesso della media. Il secondo teorema principale, più difficile del primo, afferma approssimativamente che ci sono relativamente pochi valori che la funzione assume meno spesso della media.
L'articolo di Rolf Nevanlinna Zur Theorie der meromorphen Funktionen che contiene i teoremi principali fu pubblicato nel 1925 sulla rivista Acta Mathematica. Hermann Weyl l'ha definito "uno dei pochi grandi eventi matematici del [ventesimo] secolo". Nevanlinna ha fornito un resoconto più completo della teoria nelle monografie Le théoreme de Picard - Borel et la théorie des fonctions méromorphes (1929) e Eindeutige analytische Funktionen (1936).
Quando scoppiò la Guerra d'Inverno (1939), Nevanlinna fu invitato a unirsi all'Ufficio balistico dell'esercito finlandese per aiutare a migliorare i tavoli di tiro dell'artiglieria. Queste tabelle erano state basate su una tecnica di calcolo sviluppata dal generale Vilho Petter Nenonen, ma Nevanlinna escogitò un nuovo metodo che le ha rese notevolmente più veloci da compilare. In riconoscimento del suo lavoro è stato insignito dell'Ordine della Croce della Libertà, Seconda Classe, e per tutta la vita ha tenuto questo onore in particolare stima.
Tra gli interessi successivi di Rolf Nevanlinna per la matematica c'erano la teoria delle superfici di Riemann (la monografia Uniformisierung nel 1953) e l'analisi funzionale (analisi assoluta nel 1959, scritta in collaborazione con suo fratello Frithiof). Nevanlinna ha anche pubblicato in finlandese un libro sui fondamenti della geometria e un resoconto semipopolare della Teoria della Relatività. Il suo libro di testo finlandese sugli elementi dell'analisi complessa, Funktioteoria (1963), scritto insieme a Veikko Paatero, è apparso in traduzioni in tedesco, inglese e russo.
Rolf Nevanlinna ha supervisionato almeno 28 tesi di dottorato. Il suo primo e più famoso studente di dottorato è stato Lars Ahlfors, uno dei primi due vincitori della medaglia Fields. La ricerca per la quale Ahlfors ha ricevuto il premio (che dimostra la congettura di Denjoy, ora nota come teorema di Denjoy-Carleman-Ahlfors) era fortemente basata sul lavoro di Nevanlinna.
Era un membro onorario di diverse società erudite, tra cui la London Mathematical Society e l'Accademia delle scienze ungherese. L'asteroide della cintura principale Nevanlinna del 1679 prende il nome da lui.

## Attività amministrative
Dal 1954, Rolf Nevanlinna presiede il comitato che ha avviato il primo progetto di computer in Finlandia.
Rolf Nevanlinna è stato presidente dell'Unione matematica internazionale (IMU) dal 1959 al 1963 e presidente del Congresso internazionale dei matematici (ICM) nel 1962.
Nel 1964, i collegamenti di Nevanlinna con il presidente Urho Kekkonen furono determinanti nel determinare una totale riorganizzazione dell'Accademia di Finlandia.
Dal 1965 al 1970 Nevanlinna è stato Rettore dell'Università di Turku.
Attività politiche

## Attività politiche
Sebbene Nevanlinna non partecipasse attivamente alla politica, era noto per simpatizzare con il Movimento popolare patriottico di destra e, in parte a causa della sua parentela per metà tedesca, era anche solidale con la Germania nazista; Con molti professori di matematica licenziati negli anni '30 a causa delle leggi di Norimberga, furono cercati matematici simpatizzanti per le politiche naziste come sostituti e Nevanlinna accettò una posizione come professore all'Università di Gottinga nel 1936 e 1937. La sua simpatia verso i nazisti ha portato alla sua rimozione dalla sua posizione di Rettore dell'Università di Helsinki dopo che la Finlandia ha fatto la pace con l'Unione Sovietica nel 1944.
Nella primavera del 1941, la Finlandia ha contribuito con un battaglione di volontari alle Waffen-SS. Nel 1942, fu istituito un comitato per il Battaglione Volontari per prendersi cura delle relazioni un po' 'tese del battaglione con i suoi comandanti tedeschi, e Nevanlinna fu scelto per essere il presidente del comitato, poiché era una persona rispettata in Germania ma fedele alla Finlandia. Nella sua autobiografia ha affermato di aver accettato questo ruolo per un "senso del dovere".
La collaborazione di Nevanlinna con la Germania nazista non ha impedito contatti matematici con i paesi alleati; dopo la seconda guerra mondiale, la comunità matematica sovietica fu isolata dalla comunità matematica occidentale e l'International Colloquium on Function Theory a Helsinki nel 1957, diretto da Nevanlinna, fu una delle prime occasioni del dopoguerra in cui i matematici sovietici potevano contattare i loro colleghi occidentali in persona.  Nel 1965 Nevanlinna fu ospite d'onore a un congresso di teoria delle funzioni nell'Armenia sovietica. 
Premio Nevanlinna

## Premio Nevanlinna
Quando l'IMU nel 1981 decise di creare un premio, simile alla Fields Medal, in informatica teorica e il finanziamento per il premio fu assicurato dalla Finlandia, l'Unione decise di dare il nome di Nevanlinna al premio; il Premio Rolf Nevanlinna viene assegnato ogni quattro anni all'ICM. Nel 2018, l'Assemblea Generale dell'IMU ha approvato una risoluzione per rimuovere il nome di Nevanlinna dal premio.